# Blood Feast
Blood Feast (česky krvavá hostina) je americká thrash/death metalová skupina z New Jersey. Byla založena roku 1985 pod názvem Blood Lust (česky chtíč po krvi). O rok později se přejmenovala na Blood Feast. Debutní LP vyšlo v roce 1987 s názvem Kill for Pleasure (česky zabij pro potěšení).
Po vydání dvou studiových alb se kapela v roce 1991 rozpadla. V roce 2007 se znovu zformovala.

## Diskografie

### Dema
- Suicidal Mission... (1986) - ještě pod názvem kapely Blood Lust.

### Studiová alba
- Kill for Pleasure (1987)
- Chopping Block Blues (1990)

### EP
- Face Fate (1987)

### Kompilace
- Remnants: The Last Remains (2002)
- Last Offering Before the Chopping Block (2013)